# Marco IV di Alessandria (calcedoniano)
Papa Marco IV (... – 1389), è stato papa e patriarca greco-ortodosso di Alessandria e di tutta l'Africa tra il 1385 e il 1389.